# Rushville (Indiana)
Pour les articles homonymes, voir Rushville.
La ville de Rushville est le siège du comté de Rush, situé dans l'Indiana, aux États-Unis. Sa population était de 6 341 habitants au recensement de 2010.

## Démographie
| Groupe                           | Rushville | Indiana | États-Unis |
| -------------------------------- | --------- | ------- | ---------- |
| Blancs                           | 95,8      | 84,3    | 72,4       |
| Afro-Américains                  | 1,5       | 9,1     | 12,6       |
| Métis                            | 1,2       | 2,0     | 2,9        |
| Autres                           | 0,8       | 2,7     | 6,2        |
| Asiatiques                       | 0,6       | 1,6     | 4,8        |
| Amérindiens                      | 0,1       | 0,3     | 0,9        |
| Total                            | 100       | 100     | 100        |
|                                  |           |         |            |
| Hispaniques et Latino-Américains | 1,2       | 6,0     | 16,7       |

Selon l'American Community Survey, pour la période 2011-2015, 97,22 % de la population âgée de plus de 5 ans déclare parler l'anglais à la maison, 2,23 % le français, 0,41 % déclare parler l'espagnol et 0,14 % l'allemand.

## Personnalité
- Wendell Willkie, candidat républicain à la présidence des États-Unis en 1940 y est enterré.